# Amt Hörnerkirchen
La comunità amministrativa di Hörnerkirchen (Amt Hörnerkirchen) si trova nel circondario di Pinneberg nello Schleswig-Holstein, in Germania.

## Suddivisione
Comprende 4 comuni:
1. Bokel (595)
2. Brande-Hörnerkirchen (1 664)
3. Osterhorn (413)
4. Westerhorn (1 324)

Il capoluogo è Barmstedt, esterna al territorio della comunità amministrativa.
(Tra parentesi i dati della popolazione al 31 dicembre 2021)